# Aurtis Whitley
Aurtis Whitley (Barataria, 1977. május 1. –) Trinidad és Tobagó-i válogatott labdarúgó.

## Pályafutása

### Klubcsapatban
1997-ben a Superstar Rangersben kezdte a pályafutását. 1997 és 1998 között a portugál Vitoria Setubal játékosa volt. 1998-tól 2007-ig a San Juan Jabloteh együttesét erősítette, melynek tagjaként három bajnoki címet szerzett. Később szerepelt még a W Connection (2007–08), a United Petrotrin  (2008–09) és a San Juan Jabloteh (2010–11) csapatában.  

### A válogatottban
2000 és 2008 között 41 alkalommal szerepelt a Trinidad és Tobagó-i válogatottban és 2 gólt szerzett. Részt vett a 2002-es és a 2005-ös CONCACAF-aranykupán, valamint a 2006-os világbajnokságon.

## Sikerei, díjai
San Juan Jabloteh
- Trinidad és Tobagó-i bajnok (3): 2002, 2003–04, 2007

## Külső hivatkozások
- Aurtis Whitley adatlapja a National-Football-Teams.com oldalon (angolul)

- Aurtis Whitley (angol nyelven). FootballDatabase.eu
- Aurtis Whitley (német nyelven). kicker.de
- Aurtis Whitley adatlapja a worldfootball.net oldalon (angolul)